# 대한민국 형법 제322조
대한민국 형법 제322조는 주거침입 미수범에 대한 형법각칙의 조문이다.

## 조문
제322조(미수범) 본 장의 미수범은 처벌한다.

## 참조 조문
제319조(주거침입, 퇴거불응) ① 사람의 주거, 관리하는 건조물, 선박이나 항공기 또는 점유하는 방실에 침입한 자는 3년 이하의 징역 또는 500만원 이하의 벌금에 처한다. <개정 1995.12.29>
②전항의 장소에서 퇴거요구를 받고 응하지 아니한 자도 전항의 형과 같다.
제320조(특수주거침입) 단체 또는 다중의 위력을 보이거나 위험한 물건을 휴대하여 전조의 죄를 범한 때에는 5년 이하의 징역에 처한다.
제321조(주거·신체 수색) 사람의 신체, 주거, 관리하는 건조물, 자동차, 선박이나 항공기 또는 점유하는 방실을 수색한 자는 3년 이하의 징역에 처한다. <개정 1995.12.29>

## 같이 보기
- 주거침입죄
- 퇴거불응죄
- 건조물침입죄